# 浦邊周宅
浦邊周宅是位於中華民國金門縣金沙鎮浦山里浦邊聚落的歷史建築，為金門縣縣定古蹟。

## 歷史
浦邊周宅是金門商人周茂川為其長子結婚所營造的宅第，周氏家族在明初自福建南安遷至金門，以「濂溪」為堂號，到明末時已是官宦輩出的地方大族，周氏家族世代經商，在金門擁有多處田地、房屋和鹽埕，經營典當業的周茂川從嘉慶初年開始營建大厝，至嘉慶十八年（1813年）完工，其子孫又在原有的基礎上多次擴建，至其孫周從龍時在已有的祖厝、頂厝、下厝的基礎上擴建為更精美的三落大厝，村人謂之“有從龍富，無從龍厝”，後周氏家道中落，族裔多下南洋經商，1992年剩下的周家人全部遷往台灣本島，大厝遂空置，僅在周氏祭祖時使用，1999年6月15日金門縣政府將其公告為金門縣縣定古蹟。

## 建築
浦邊周宅為閩南傳統之三落大厝，為磚石木構，燕尾翹脊，但由於年久失修，二落已塌毀，在“三落”之前設有金門少見的頭間、二間、角間、廳、房“五間”，五間前原有四坡水形式的涼亭，目前僅留柱基，房子右側建有突歸，宅第木雕、泥塑、剪粘與彩繪皆精美，以門頭堵的瑞獅剪黏最為特色，屋前半部分建有防禦式的石埕和長屋，由石丹圍牆外只能看見前落和上下埕，亦為金門少見之格局。屋旁有一棵由上到下遭縱剖只剩一半的桐油樹，樹幹上有居民取樹汁治喉痛留下的纍纍傷痕。2001年，金門縣政府開始著手對浦邊周宅進行調查和修復，耗資新台幣三千萬元，至2004年修復完成。